# Mitostoma
Mitostoma is een geslacht van hooiwagens uit de familie Nemastomatidae (Aardhooiwagens). De wetenschappelijke naam Mitostoma is voor het eerst geldig gepubliceerd door Roewer in 1951.

## Soorten
Mitostoma omvat de volgende 17 soorten:
- - Mitostoma anophthalmum (Fage, 1946) — Italië
  - Mitostoma atticum (Roewer, 1928) — Griekenland
  - Mitostoma cancellatum (Roewer, 1917) — Balkans
  - Mitostoma carneluttii Hadži, 1973 – Montenegro
  - Mitostoma chrysomelas (Hermann, 1804) — Europa
  - Mitostoma daccordii Tedeschi & Sciaky, 1997 — Italië
  - Mitostoma fabianae Tedeschi & Sciaky, 1997 — Italië
  - Mitostoma gracile (Redikortsev, 1936) — Rusland, Georgië
  - Mitostoma macedonicum Hadži, 1973 – Noord-Macedonië
  - Mitostoma olgae (Silhavý, 1946) — Dalmatië, Montenegro, Noord-Macedonië
    - Mitostoma olgae decorum (Šilhavý, 1946)
    - Mitostoma olgae kratochvili (Šilhavý, 1946)
    - Mitostoma olgae olgae (Šilhavý, 1946)
    - Mitostoma olgae zorae Hadži, 1973

  - Mitostoma omalosum Roewer, 1951 — Italië
  - Mitostoma orghidani Avram, 1969
  - Mitostoma patrizii Roewer, 1958 — Italië
  - Mitostoma pyrenaeum (Simon, 1879) – Frankrijk/Spanje (Pyreneeën)
  - Mitostoma sabbadinii Tedeschi & Sciaky, 1997 — Italië
  - Mitostoma valdemonense Marcellino, 1977 — Italië
  - Mitostoma zmajevicae Hadži, 1973 — Noord-Macedonië